# Sostolnica Kristusa Odrešenika, Nova Gorica
Sostolnica Kristusa Odrešenika v Novi Gorici je sostolnica Škofije Koper in je edina cerkev s tem statusom v Sloveniji. Služi tudi kot župnijska cerkev Župnije Nova Gorica. Poleg Cerkve Marijinega oznanjenja je ena izmed dveh cerkva v mestu. Župnijsko žegnanje je na nedeljo Kristusa Kralja.

## Zgodovina
Novogoriški verniki so leta 1959 izrazili željo po novem župnijskem središču, saj frančiškanska cerkev na Kapeli in župnijski cerkvi v Solkanu in Kromberku niso več zadostovale za versko oskrbo. Takrat so tudi predvidevali, da bi cerkev lahko postala sedež škofije. 3. junija 1976 je bila ustanovljena nova mestna župnija. Leta 1978 je potekal izbor med 12 predlogi natečaja za novo župnijsko središče s cerkvijo in župnijskimi prostori. Za prvouvrščeni načrt se je izkazalo, da je kopija neke cerkve v okolici Padove, zato je bil naposled izbran drugouvrščeni načrt arhitekta Franca Kvaternika.
Leta 1980 je bilo pridobljeno gradbeno dovoljenje in 12. avgusta tega leta je podjetje Primorje Ajdovščina začelo z gradnjo. 14. decembra 1980 je škof Janez Jenko blagoslovil temeljni kamen, do konca leta pa so bili zgrajeni temelji in zaklonišče. Po dveh letih so bila dela zaključena in tako je škof Jenko 12. decembra 1982 cerkev slovesno posvetil.
Finančna sredstva so prispevali Nemška škofovska konferenca, dobrotniki iz Kanade in Švice, župljani in drugi dobrotniki. Župnija je pri Jugobanki najela tudi kredit.
Spomladi 2001 je bil zgrajen še 22,2 m visok prosto stoječi zvonik, za katerega je načrte prav tako pripravil Kvaternik. 25. novembra istega leta je bil blagoslovljen še bronast kip goriškega nadškofa Frančiška Borgie Sedeja, ki ga je izdelal kipar Evgen Guštin.
15. marca 2004 je na prošnjo škofa Metoda Piriha cerkev prejela status sostolnice. Slovesna razglasitev je bila 21. novembra tega leta, slovesnost, ki so ji prisostvovali slovenski škofi in visoki cerkveni dostojanstveniki iz sosednje Italije, pa je vodil apostolski nuncij Santos Abril y Castelló.

## Arhitektura
Enotna zgradba ima vhodno vežo, ki povezuje cerkev, župnijske prostore in bivalne prostore. Cerkev, ki je pravilno orientirana proti vzhodu, ima na jugu stransko kapelo Matere Božje, na zahodu pa zakristijo. Glavni cerkveni prostor je kvadrat s stranicami 25,2 x 25,2 m. Prezbiterij se nahaja v njegovem jugovzhodnem kotu, na zahodni stranici se nahaja pevski kor, na severni pa še dodatna empora. Okna so tik pod streho in so trikotne oblike.
Zvonik, ki je visok 22,2 m, je zasnovan kot konzolni element, ki ga nosita dva pravokotno postavljena armiranobetonska nosilca debeline 20 cm. Nanju je postavljen valjast prostor z navpičnimi režami po vsej višini. Vsebuje štiri zvonove, ki jih je leta 1998 vlila livarna Feniks iz Žalca.

## Oprema
V prezbiteriju stoji postmodernistični 5,4 m visok lesen kip Križanega Odrešenika, ki ga je leta 1982 izdelal akademski kipar Stane Jarm. Delo istega kiparja je tudi lesen križev pot, ki je postavljen na vzhodno steno cerkve. 15 podob je narejenih iz 15 cm debelih hrastovih desk, pri čemer imajo enotno širino 1 m ter različno višino od 1,4 do 4,2 m. Vsaka postaja je sestavljena iz dveh kosov lesa.
Orgle je leta 1988 izdelala italijanska orglarska delavnica Mascioni iz Italije. Imajo 3 manuale, 33 registrov in 2.261 piščali.
V stranski kapeli se nahaja Jarmov kip Matere Božje, slika Marije, ki razvezuje vozle, ki jo je naredila ruska akademska slikarka Maša Bersan Mašuk in je kopija nemške slike. Dva vitraža na južni steni prikazujeta Marijo Kraljico miru (desni) in zadnjo večerjo (levi). Leta 1987 ju je naredila delavnica Stojana Višnarja po predlogah akademskega slikarja Lucijana Bratuša.